# 思善侯国
思善侯国，东汉时设置的侯国。
章和二年（88年）析城父县置，治所在今安徽省毫州市东南。属汝南郡。三国魏时国除为县。